# Championnats d'Europe de patinage artistique 1958
Navigation
Édition précédente Édition suivante
Les championnats d'Europe de patinage artistique 1958 ont lieu du 30 janvier au 2 février 1958 au Zimný štadión de Bratislava en Tchécoslovaquie.  

## Qualifications
Les patineurs sont éligibles à l'épreuve s'ils représentent une nation européenne membre de l'Union internationale de patinage (International Skating Union en anglais). Les fédérations nationales sélectionnent leurs patineurs en fonction de leurs propres critères.
L'Union internationale de patinage autorise chaque pays à avoir de une à quatre inscriptions par discipline. 

## Podiums
| Épreuves                            | Or                               | Argent                              | Bronze                          |
| ----------------------------------- | -------------------------------- | ----------------------------------- | ------------------------------- |
| Messieurs résultats détaillés       | Karol Divín                      | Alain Giletti                       | Alain Calmat                    |
| Dames résultats détaillés           | Ingrid Wendl                     | Hanna Walter                        | Joan Haanappel                  |
| Couples résultats détaillés         | Věra Suchánková / Zdeněk Doležal | Nina Zhuk / Stanislav Zhuk          | Joyce Coates / Anthony Holles   |
| Danse sur glace résultats détaillés | June Markham / Courtney Jones    | Catherine Morris / Michael Robinson | Barbara Thompson / Gerard Rigby |

## Tableau des médailles
| Rang  | Nation           | Or | Argent | Bronze | Total |
| ----- | ---------------- | -- | ------ | ------ | ----- |
| 1     | Tchécoslovaquie  | 2  | 0      | 0      | 2     |
| 2     | Royaume-Uni      | 1  | 1      | 2      | 4     |
| 3     | Autriche         | 1  | 1      | 0      | 2     |
| 4     | France           | 0  | 1      | 1      | 2     |
| 5     | Union soviétique | 0  | 1      | 0      | 1     |
| 6     | Pays-Bas         | 0  | 0      | 1      | 1     |
| Total | Total            | 4  | 4      | 4      | 12    |

## Détails des compétitions

### Messieurs
| Rang | Nom                   | Nation               | Places | Points | Fig. impo. | Prog. libre |
| ---- | --------------------- | -------------------- | ------ | ------ | ---------- | ----------- |
| 1    | Karol Divín           | Tchécoslovaquie      |        |        |            |             |
| 2    | Alain Giletti         | France               |        |        |            |             |
| 3    | Alain Calmat          | France               |        |        |            |             |
| 4    | Michael Booker        | Royaume-Uni          |        |        |            |             |
| 5    | Norbert Felsinger     | Autriche             |        |        |            |             |
| 6    | Tilo Gutzeit          | Allemagne de l'Ouest |        |        |            |             |
| 7    | Manfred Schnelldorfer | Allemagne de l'Ouest |        |        |            |             |
| 8    | Hans-Jürgen Bäumler   | Allemagne de l'Ouest |        |        |            |             |
| 9    | Peter Jonas           | Autriche             |        |        |            |             |
| 10   | Lev Mikhailov         | Union soviétique     |        |        |            |             |
| 11   | Valentin Zakharov     | Union soviétique     |        |        |            |             |
| 12   | Karl Bohringer        | Autriche             |        |        |            |             |
| 13   | François Pache        | Suisse               |        |        |            |             |
| 14   | Pavel Frohler         | Tchécoslovaquie      |        |        |            |             |
| 15   | Jaromír Holan         | Tchécoslovaquie      |        |        |            |             |
| 16   | Igor Persiantsev      | Union soviétique     |        |        |            |             |
| 17   | Henryk Hanzel         | Pologne              |        |        |            |             |
| 18   | Wouter Toledo         | Pays-Bas             |        |        |            |             |
| 19   | Marian Czakon         | Pologne              |        |        |            |             |

### Dames
| Rang    | Nom                  | Nation               | Places | Points | Fig. impo. | Prog. libre |
| ------- | -------------------- | -------------------- | ------ | ------ | ---------- | ----------- |
| 1       | Ingrid Wendl         | Autriche             |        |        |            |             |
| 2       | Hanna Walter         | Autriche             |        |        |            |             |
| 3       | Joan Haanappel       | Pays-Bas             |        |        |            |             |
| 4       | Diana Clifton-Peach  | Royaume-Uni          |        |        |            |             |
| 5       | Jindřiška Kramperová | Tchécoslovaquie      |        |        |            |             |
| 6       | Sjoukje Dijkstra     | Pays-Bas             |        |        |            |             |
| 7       | Karin Frohner        | Autriche             |        |        |            |             |
| 8       | Regine Heitzer       | Autriche             |        |        |            |             |
| 9       | Dany Rigoulot        | France               |        |        |            |             |
| 10      | Anna Galmarini       | Italie               |        |        |            |             |
| 11      | Jana Mrázková        | Tchécoslovaquie      |        |        |            |             |
| 12      | Jitka Hlaváčková     | Tchécoslovaquie      |        |        |            |             |
| 13      | Julia Golonková      | Tchécoslovaquie      |        |        |            |             |
| 14      | Petra Damm           | Allemagne de l'Ouest |        |        |            |             |
| 15      | Rita Müller          | Suisse               |        |        |            |             |
| 16      | Dorie Kirchhofer     | Allemagne de l'Ouest |        |        |            |             |
| 17      | Nicole Erdos         | France               |        |        |            |             |
| 18      | Gabriele Weidert     | Allemagne de l'Ouest |        |        |            |             |
| 19      | Helga Zöllner        | Hongrie              |        |        |            |             |
| 20      | Edda Jurek           | Hongrie              |        |        |            |             |
| 21      | Krystyna Wasik       | Pologne              |        |        |            |             |
| 22      | Jannine Ferir        | Pays-Bas             |        |        |            |             |
| Abandon | Eszter Jurek         | Hongrie              |        |        |            |             |

### Couples
| Rang | Nom                                      | Nation               | Places | Points |
| ---- | ---------------------------------------- | -------------------- | ------ | ------ |
| 1    | Věra Suchánková / Zdeněk Doležal         | Tchécoslovaquie      |        |        |
| 2    | Nina Zhuk / Stanislav Zhuk               | Union soviétique     |        |        |
| 3    | Joyce Coates / Anthony Holles            | Royaume-Uni          |        |        |
| 4    | Marianna Nagy / László Nagy              | Hongrie              |        |        |
| 5    | Marika Kilius / Hans-Jürgen Bäumler      | Allemagne de l'Ouest |        |        |
| 6    | Hana Dvoraková / Karol Vosatka           | Tchécoslovaquie      |        |        |
| 7    | Barbara Jankowska / Zygmond Kaczmarczyk  | Pologne              |        |        |
| 8    | Eszter Jurek / Miklos Kucharowitz        | Hongrie              |        |        |
| 9    | Liesl Ellend / Konrad Lienert            | Autriche             |        |        |
| 10   | Ludmila Belousova / Oleg Protopopov      | Union soviétique     |        |        |
| 11   | Rosuitha Mauerhofer / Günther Mauerhofer | Union soviétique     |        |        |
| 12   | Diana Hinko / Heinz Döpfl                | Autriche             |        |        |
| 13   | Carolyn Krau / Rodney Ward               | Royaume-Uni          |        |        |
| 14   | Marie Hezinová / Karol Janouch           | Tchécoslovaquie      |        |        |
| 15   | Rita Paucka / Peter Kwiet                | Allemagne de l'Ouest |        |        |

### Danse sur glace
| Rang | Nom                                    | Nation               | Places | Points | Danses imposées | Danse libre |
| ---- | -------------------------------------- | -------------------- | ------ | ------ | --------------- | ----------- |
| 1    | June Markham / Courtney Jones          | Royaume-Uni          |        |        |                 |             |
| 2    | Catherine Morris / Michael Robinson    | Royaume-Uni          |        |        |                 |             |
| 3    | Barbara Thompson / Gerard Rigby        | Royaume-Uni          |        |        |                 |             |
| 4    | Christiane Guhel / Jean-Paul Guhel     | France               |        |        |                 |             |
| 5    | Lucia Zorn / Rudolf Zorn               | Autriche             |        |        |                 |             |
| 6    | Catharina Odink / Jacobus Odink        | Pays-Bas             |        |        |                 |             |
| 7    | Annick de Trentinian / Philippe Aumond | France               |        |        |                 |             |
| 8    | Edith Peikert / Alois Miterhuber       | Autriche             |        |        |                 |             |
| 9    | Rita Paucka / Peter Kwiet              | Allemagne de l'Ouest |        |        |                 |             |
| 10   | Helga Michlmayer / Gerald Felsinger    | Autriche             |        |        |                 |             |
| 11   | Petra Seigerwald / Hannes Burkhardt    | Allemagne de l'Ouest |        |        |                 |             |
| 12   | Aranka Tóth / Endre Tóth               | Hongrie              |        |        |                 |             |
| 13   | Svetlana Smirnova / Leonid Gordon      | Union soviétique     |        |        |                 |             |